# Flipou
Flipou é uma comuna francesa na região administrativa da Normandia, no departamento de Eure. Estende-se por uma área de 7,05 km². Em 2010 a comuna tinha 326 habitantes (densidade: 46,2 hab./km²).